# Úszás az 1908. évi nyári olimpiai játékokon
Az 1908. évi nyári olimpiai játékok úszóversenyein hat versenyszámban avattak olimpiai bajnokot. Ezen az olimpián még csak férfi úszók vehettek részt.

## Éremtáblázat
(A táblázatokban a rendező ország csapata és a magyar csapat eltérő háttérszínnel, az egyes számoszlopok legmagasabb értéke, vagy értékei vastagítással kiemelve.)
| Az 1908. évi nyári olimpiai játékok éremtáblázata úszásban | Az 1908. évi nyári olimpiai játékok éremtáblázata úszásban | Az 1908. évi nyári olimpiai játékok éremtáblázata úszásban | Az 1908. évi nyári olimpiai játékok éremtáblázata úszásban | Az 1908. évi nyári olimpiai játékok éremtáblázata úszásban | Olimpia  |
| ---------------------------------------------------------- | ---------------------------------------------------------- | ---------------------------------------------------------- | ---------------------------------------------------------- | ---------------------------------------------------------- | -------- |
|                                                            | Ország                                                     | Arany                                                      | Ezüst                                                      | Bronz                                                      | Összesen |
| 1.                                                         | Nagy-Britannia (GBR)                                       | 4                                                          | 2                                                          | 1                                                          | 7        |
| 2.                                                         | Egyesült Államok (USA)                                     | 1                                                          | 0                                                          | 1                                                          | 2        |
| 3.                                                         | Németország (GER)                                          | 1                                                          | 0                                                          | 0                                                          | 1        |
|                                                            |                                                            |                                                            |                                                            |                                                            |          |
| 4.                                                         | Magyarország (HUN)                                         | 0                                                          | 2                                                          | 0                                                          | 2        |
| 5.                                                         | Ausztrálázsia (ANZ)                                        | 0                                                          | 1                                                          | 1                                                          | 2        |
| 6.                                                         | Dánia (DEN)                                                | 0                                                          | 1                                                          | 0                                                          | 1        |
|                                                            |                                                            |                                                            |                                                            |                                                            |          |
| 7.                                                         | Svédország (SWE)                                           | 0                                                          | 0                                                          | 2                                                          | 2        |
| 8.                                                         | Ausztria (AUT)                                             | 0                                                          | 0                                                          | 1                                                          | 1        |
|                                                            |                                                            |                                                            |                                                            |                                                            |          |
| Összesen                                                   | Összesen                                                   | 6                                                          | 6                                                          | 6                                                          | 18       |

## Érmesek
| Az 1908. évi nyári olimpiai játékok érmesei férfi úszásban |                                                                                          |         |                                                                                  |         |                                                                                     |         |
| Versenyszám                                                | Arany                                                                                    | Arany   | Ezüst                                                                            | Ezüst   | Bronz                                                                               | Bronz   |
| 100 m gyors                                                | Charles Daniels · Egyesült Államok (USA)                                                 | 1:05,6  | Halmay Zoltán · Magyarország (HUN)                                               | 1:06,2  | Harald Julin · Svédország (SWE)                                                     | 1:08,0  |
| 400 m gyors                                                | Henry Taylor · Nagy-Britannia (GBR)                                                      | 5:36,8  | Frank Beaurepaire · Ausztrálázsia (ANZ)                                          | 5:44,0  | Otto Scheff · Ausztria (AUT)                                                        | 5:46,0  |
| 1500 m gyors                                               | Henry Taylor · Nagy-Britannia (GBR)                                                      | 22:48,4 | Sydney Battersby · Nagy-Britannia (GBR)                                          | 22:51,2 | Frank Beaurepaire · Ausztrálázsia (ANZ)                                             | 22:56,2 |
| 100 m hát                                                  | Arno Bieberstein · Németország (GER)                                                     | 1:24,6  | Ludwig Dam · Dánia (DEN)                                                         | 1:26,6  | Herbert Haresnape · Nagy-Britannia (GBR)                                            | 1:27,0  |
| 200 m mell                                                 | Frederick Holman · Nagy-Britannia (GBR)                                                  | 3:09,2  | William Robinson · Nagy-Britannia (GBR)                                          | 3:12,8  | Pontus Hansson · Svédország (SWE)                                                   | 3:14,6  |
| 4 × 200 m gyorsváltó                                       | Nagy-Britannia (GBR) · John Derbyshire · Paul Radmilovic · William Foster · Henry Taylor | 10:55,6 | Magyarország (HUN) · Munk József · Zachár Imre · Las Torres Béla · Halmay Zoltán | 10:59,0 | Egyesült Államok (USA) · Harry Hebner · Leo Goodwin · Charles Daniels · Leslie Rich | 11:02,8 |

## Magyar részvétel
Az olimpián tíz úszó képviselte Magyarországot, akik összesen két második és egy negyedik helyezést értek el és ezzel tizenegy olimpiai pontot szereztek. Ez tizenkét ponttal kevesebb, mint az előző, 1904. évi olimpián elért eredmény.
A magyar úszók a következő versenyszámokban indultak (zárójelben az elért helyezés és időeredmény):
| Magyar részvétel az 1908. évi nyári olimpiai játékok úszóversenyein |                                                                             |
| versenyszám                                                         | sportoló                                                                    |
| 100 m gyors                                                         | Hajós Henrik Halmay Zoltán (ezüstérem – 1:06,2) Munk József Ónody József    |
| 400 m gyors                                                         | Hajós Henrik Las Torres Béla Ónody József Zachár Imre                       |
| 100 m hát                                                           | Kugler Sándor                                                               |
| 200 m mell                                                          | Baronyi András (3:18,0) Fabinyi József Toldi Ödön (4. – 3:15,2)             |
| 4×200 m váltó                                                       | (ezüstérem – 10:59,0) Halmay Zoltán Las Torres Béla Munk József Zachár Imre |